# Prager Rattler
Der Prager Rattler (tschechisch: Pražský krysařík) ist eine von der FCI anerkannte Hunderasse aus Tschechien. Sie wird mit nationalem Standard bei der ČeskoMoravská Kynologická Unie, die Tschechien in der FCI vertritt, gezüchtet und von dieser der FCI-Gruppe 9 zugeordnet. Der Standard wurde am 12. Oktober 1980 veröffentlicht und am 15. November 2008 überarbeitet. Seit Februar 2011 wird die Rasse auch im VDH gezüchtet. Am 8. Juli 2014 beschloss der Vorstand der SCC, dass Prager Rattler (Le ratier de Prague) in das französische Zuchtbuch aufgenommen werden können und nationale Ahnentafeln ausgestellt werden dürfen.

## Herkunft und Geschichtliches
Der Prager Rattler ist eine Hunderasse vom Pinschertyp, deren Entstehungsgeschichte im Königreich Böhmen (heute Tschechische Republik) begann. Ursprünglich war er Repräsentationshund an Fürstenhöfen und der Prager Burg, später wurde er auch als Arbeitshund gehalten. Seine Aufgabe war die eines Rattlers, also Hof und Stall frei von Nagern zu halten. Über die Zeit geriet er aber in Vergessenheit. Mit den letzten Exemplaren wurde ab 1980 erfolgreich begonnen, die Rasse neu aufzubauen.
Es gibt Initiativen, die auf eine internationale Anerkennung durch die FCI hinarbeiten. In diesem Zusammenhang erfolgte am 2. Juli 2010 in Řásná (Tschechische Republik) die Gründung der International Association of Pražský Krysařík (IAPK). Gründungsmitglieder waren Zuchtvereinigungen für den Prager Rattler aus Tschechien, Deutschland, Schweden, Italien, der Schweiz, Russland, Österreich, der Slowakei, China und Japan. Am 9. September 2010 übergaben Mitglieder der IAPK dem Tschechischen Dachverband ČMKU Unterlagen, damit dieser die Anerkennung der Rasse bei der FCI betreiben kann (die Anerkennung von Rassen wird jeweils durch die nationalen Dachverbände betrieben).

## Beschreibung
Diese Rasse wird modern als Toy bezeichnet, damit sind sehr kleine, leichte Hunde gemeint. Das Fell ist kurz, blank, anliegend und dicht oder halblang mit längerer Befederung auf Ohren, an Beinen und der Rute. Als Farbe wird eine schwarze oder braune Grundfärbung mit Abzeichen in loh bevorzugt. Die lohfarbenen Abzeichen sind oberhalb der Augen, auf den Wangen, an der Brust und eventuell unten am Hals, am Rutenansatz. Je dunkler diese Zeichen sind, desto besser.
Weiter beschreibt die ČMKU: „Andere Farbschläge unterscheiden sich je nach genetischer Anlage durch die Grundfarbe des Körpers, des Nasenschwamms, der Hautderivate, sowie durch die Sättigung der Augen- und Abzeichenpigmente. Allgemein gilt eine sattere Pigmentierung im Rahmen der gegebenen Farbe als Vorzug.“ Weiße Flecken sind unerwünscht. Ausschließende Merkmale sind ein großes weißes Abzeichen auf der Brust (> 1 cm²) und weiße Abzeichen auf den Gliedmaßen.
Der Kopf ist birnenförmig mit sehr hohen und relativ breit angesetzten Ohren, die dreieckig, fest und natürlich aufgerichtet sind. Leicht umgeklappte Ohren werden toleriert, sind aber nicht erwünscht. Die Ohren werden nicht senkrecht, sondern in einem leichten Winkel zur Seite gesetzt getragen. Die Widerristhöhe liegt zwischen 21 cm und 23 cm bei einem Optimalgewicht von 2,6 kg.

## Verwendung
Sein ausgezeichnet entwickeltes Geruchsvermögen, seine geringe Größe und seine schnelle Bewegung machen die Verwendung bei der Jagd auf Ratten möglich, hauptsächlich ist der Prager Rattler heutzutage aber Gesellschaftshund.

## Charakter
Den Hund zeichnet sein ausgeglichener Charakter aus. Er ist temperamentvoll, beweglich, aufmerksam und konzentriert sowie spielfreudig und sehr gutmütig.